# Liste der Kulturdenkmale in Ossig (Roßwein)
In der Liste der Kulturdenkmale in Ossig sind die Kulturdenkmale des Roßweiner Ortsteils Ossig verzeichnet, die bis März 2024 vom Landesamt für Denkmalpflege Sachsen erfasst wurden (ohne archäologische Kulturdenkmale). Die Anmerkungen sind zu beachten.
Diese Aufzählung ist eine Teilmenge der Liste der Kulturdenkmale in Roßwein.

## Ossig
| Bild                                    | Bezeichnung                                                                     | Lage             | Datierung                 | Beschreibung | ID       |
| --------------------------------------- | ------------------------------------------------------------------------------- | ---------------- | ------------------------- | --- | -------- |
| Direkt Bild zu diesem Denkmal hochladen | Auszugshaus eines ehemaligen Vierseithofes                                      | Ossig 3 (Karte)  | 18. Jahrhundert           | Original erhaltenes ländliches Gebäude in Fachwerkkonstruktion. Schlechter Bauzustand, Lehmgefache, langjährig leerstehend (2011). | 09205883 |
| Direkt Bild zu diesem Denkmal hochladen | Wohnstallhaus eines ehemaligen Dreiseithofes                                    | Ossig 4 (Karte)  | Bezeichnet mit 1859       | Gut erhaltenes Wohnstallhaus in Fachwerkbauweise von bau- und sozialgeschichtlichem Wert. - Wohnstallhaus: zweigeschossig, teilweise Überformungen im Erdgeschoss durch Garageneinbau und Verbreiterung der Fenster, Haustür mit Natursteingewände, Erdgeschoss Bruchsteinmauerwerk, Obergeschoss nur zwölfer Wände, Haustür mit einer Sandsteinstufe, kleiner Keller, Obergeschoss und Giebel zur Straßenseite verschindelt, Dach neu gedeckt (ehemals Handstrichbiber), ein Fachwerkgiebel, im Obergeschoss Hausgang mit originalen Türen erhalten, im Stall preußische Kappen 1870/1905, Zwischenwände im Dach mit Lehmziegeln - Auszugshaus: mit Fachwerkobergeschoss, schlechter Bauzustand, Streichung 2001 - erhalten zwei originale Pfeiler der Toreinfahrt mit Sandsteinplatten-Abdeckung, Streichung 2013 | 09205880 |
| Direkt Bild zu diesem Denkmal hochladen | Wohnstallhaus, Seitengebäude, Scheune und Einfriedungsmauer eines Dreiseithofes | Ossig 5 (Karte)  | 1. Hälfte 19. Jahrhundert | Gut erhaltener Bauernhof mit Wohn- und Wirtschaftsgebäuden in Fachwerkbauweise von bau- und ortsgeschichtlichem Wert. - Wohnstallhaus: Baukubatur intakt, Beeinträchtigungen in Form breiter Fenster - Scheune: gesamter Bau in Fachwerkkonstruktion ausgeführt - Seitengebäude: Erdgeschoss überformt (zwei Garagen), Obergeschoss in Fachwerkkonstruktion | 09205881 |
| Direkt Bild zu diesem Denkmal hochladen | Seitengebäude eines Vierseithofes                                               | Ossig 14 (Karte) | Mitte 19. Jahrhundert     | Einziges original erhaltenes Gebäude des Bauernhofes mit bemerkenswerter Fachwerkkonstruktion von baugeschichtlichem Wert. - Seitengebäude: heute neue Dachdeckung (2011) - Wohnstallhaus (Streichung 2013): Massivbau ohne Denkmalwert - Scheune (Streichung 2013): zusammengebrochen | 09205878 |
| Direkt Bild zu diesem Denkmal hochladen | Wohnhaus der ehemaligen Mühle                                                   | Ossig 16 (Karte) | Um 1850                   | Großes, ländliches Gebäude, in Baukubatur und den Wandöffnungen unverändert erhalten, landschaftsprägend in Talsenke gelegen, ohne technische Ausstattung, von ortsgeschichtlichem Wert. Zweigeschossig mit Drempel, Walmdach, vorwiegend neue Fenster. | 09205890 |

## Tabellenlegende
- Bild: Bild des Kulturdenkmals, ggf. zusätzlich mit einem Link zu weiteren Fotos des Kulturdenkmals im Medienarchiv Wikimedia Commons. Wenn man auf das Kamerasymbol klickt, können Fotos zu Kulturdenkmalen aus dieser Liste hochgeladen werden:
- Bezeichnung: Denkmalgeschützte Objekte und ggf. Bauwerksname des Kulturdenkmals
- Lage: Straßenname und Hausnummer oder Flurstücknummer des Kulturdenkmals. Die Grundsortierung der Liste erfolgt nach dieser Adresse. Der Link (Karte) führt zu verschiedenen Kartendiensten mit der Position des Kulturdenkmals. Fehlt dieser Link, wurden die Koordinaten noch nicht eingetragen. Sind diese bekannt, können sie über ein Tool mit einer Kartenansicht einfach nachgetragen werden. In dieser Kartenansicht sind Kulturdenkmale ohne Koordinaten mit einem roten bzw. orangen Marker dargestellt und können durch Verschieben auf die richtige Position in der Karte mit Koordinaten versehen werden. Kulturdenkmale ohne Bild sind an einem blauen bzw. roten Marker erkennbar.
- Datierung: Baubeginn, Fertigstellung, Datum der Erstnennung oder grobe zeitliche Einordnung entsprechend des Eintrags in der sächsischen Denkmaldatenbank
- Beschreibung: Kurzcharakteristik des Kulturdenkmals entsprechend des Eintrags in der sächsischen Denkmaldatenbank, ggf. ergänzt durch die dort nur selten veröffentlichten Erfassungstexte oder zusätzliche Informationen
- ID: Vom Landesamt für Denkmalpflege Sachsen vergebene, das Kulturdenkmal eindeutig identifizierende Objekt-Nummer. Der Link führt zum PDF-Denkmaldokument des Landesamtes für Denkmalpflege Sachsen. Bei ehemaligen Kulturdenkmalen können die Objektnummern unbekannt sein und deshalb fehlen bzw. die Links von aus der Datenbank entfernten Objektnummern ins Leere führen. Ein ggf. vorhandenes Icon  führt zu den Angaben des Kulturdenkmals bei Wikidata.